# ماء جوز الهند الطازج
ماء جوز الهند هو سائل نقي بداخل جوز الهند (وهي ثمار نخيل جوز الهند) تنمو بوقت مبكر، ويتم تقديم قطع من مستحلب جوز الهند خلال مرحلة نمو النواة. مع استمرار النمو ينضج المستحلب في مرحلة الخلوية ويتم تخزينه داخل القشرة في لب

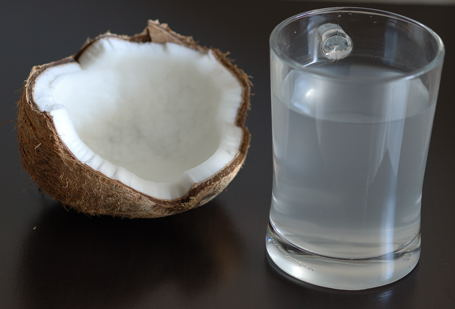
ماء جوز الهند.

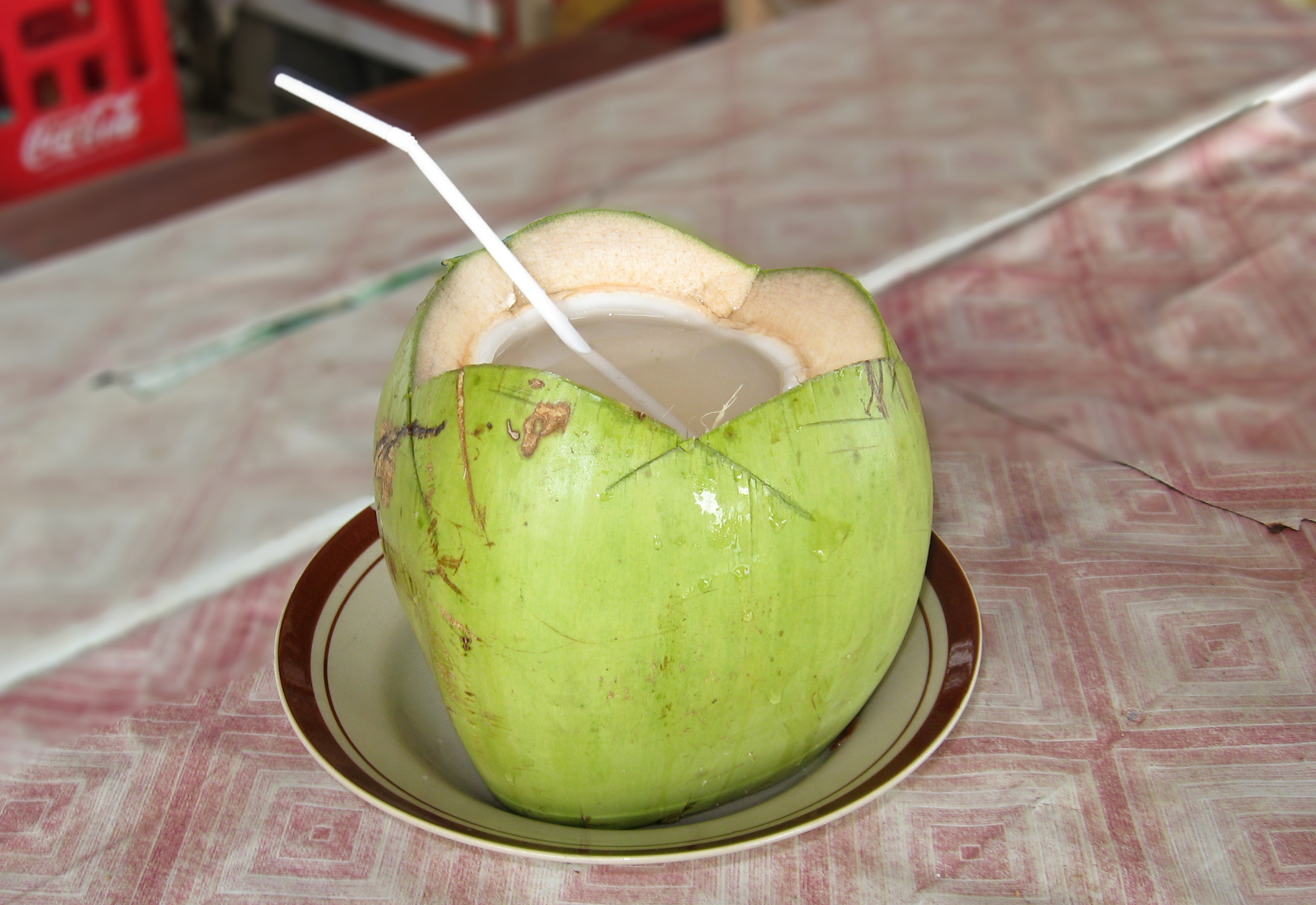
جوز الهند الناضج، الجاهز للشرب.

جوز الهند.

## الحصاد
يتم حصاد جوز الهند الطازج عادة من الشجرة بينما تكون خضراء.ويكون بحفر حفره في جوز الهند للحصول على السائل ولب جوز الهند. في جوزة جوز الهند الصغيره، قد يكون السائل والهواء تحت بعض الضغط وقد تبرد قليلا عند اختراق القشرة الداخليه لأول مره. جوز الهند الذي سقط على الأرض يكون عرضة للتلف والضرر من الحشرات أو الحيوانات.

### الاستهلاك البشري والمنتجات المشتقة
تعتبر مياه جوز الهند منذ فترة طويلة مشروب شعبي في المناطق الاستوائية حيث أنه يتوفر الطازج أو المعلب أو المعبأة في زجاجات. يتم تقديم جوز الهند للشراب طازجا، مبرد ويمكن تعبئتها في أماكن عديدة. وغالبا ما تباع من قبل الباعة الحائلين الذين يقطعونها لهم وتفتح بالمنجل أو بأدوات مماثلة إمام الزوار. معالجة مياه جوز الهند للتجزئة يمكن العثور عليها في العلب العادية تيترا باكس أو الزجاجات البلاستكية. أحيانا تندرج مع لب جوز الهند أو جلي جوز الهند. يمكن تخمير ماء جوز الهند لإنتاج خل جوز الهند. كما أنها تستخدم لجعل نانا دي كوكو، مثل جلي الغذاء.
ماء جوز الهند مشروب طاقة يمد الجسم بالطاقة اللازمة، لتنشيطه طبيعيآ، وبدون آثار جانبية ناتجة عن استهلاك مواد دوائية أو مشروبات طاقة مصنعة على الأمد الطويل.
بالنسبة لشراب جوز الهند أو مائه يعد من مشروبات الطاقة الطبيعية النقية بيولوجيا، وذات مذاق طبيعي، ونكهة مميزة تابعة من غناه بالأملاح المعدنية المتنوعة، ولغناه بالمواد السكرية، والفيتامينات خصوصا التي يحتاجها الشباب الرياضي أو طلاب الجامعات أوالمدارس أو التي يحتاجها الرياضيون ليتناولها في فترة استراحة ما بين الأشواط والتي يحتاجها أيضا طلاب الجامعات ليتناولوها في فترة الاستراحة ما بين المحاضرات كما يحتاج مثل هذا المشروب الغني بالطاقة، والمزيل للإرهاق مديرو الشركات، ومن يعمل بالأعمال الإدارية والمحاسبة.
وماء جوز الهند الطبيعي غني بالبوتاسيوم مما يجعله يتمتع بخواص طبية.. علاوة على أنه مشروب طاقة فيمكن استعمال شراب جوز الهند في علاج ارتفاع ضغط الدم ويساعد تناوله في علاج أمراض القلب والتهاب الأعصاب والإرهاق والقلق والتعب الدماغي نتيجة العمل لساعات طويلة ولتحسين اللياقة البدنية ولتنقية الدماغ من المواد الاستقلابية السامة لاسيما بأن البوتاسيوم من أحد المكونات المهمة للمضخة الخلوية الناقلة للأغذية والمواد السامة على مستوى الخلية عبر الجدار الخلوي، إضافة لسهولة هضم هذا النوع من الشراب ولملاءمته لكل أفراد الأسرة فإنه يزيل وبسرعة علامات الإرهاق والتعب خصوصا أوقات الدراسة أو ممارسة العمل بالإضافة لأن تناوله مهم لمن يعاني من حالات الشلل الرباعي والنصفي غير الكامل نتيجة الإصابة بحوادث السير وتناوله مهم عند إعادة تأهيل المصاب بعد العمليات الجراحية.
وعلاوة على أن تناول مشروب الطاقة الطبيعي يفيد في عمل الجهاز العصبي المركزي والمحيطي مؤديا لتنشيط الجسم وإزالة التعب والإرهاق، فانه مهم أيضا من أجل عمليات الحفظ والدراسة والتحصيل العلمي بسبب ما يحتويه من مواد غذائية مهمة ومركزة وإعطاؤه للأطفال من الأهمية بمكان.
ومشروب الطاقة الطبيعي أو شراب جوز الهند مهم لأن يتناوله الشباب الرياضي ومن يمارس رياضة حمل الأثقال أو من يريد بناء جهازه الحركي وعضلاته على أكمل وجه، فوجود المغنيزيوم بهذا الشراب الطبيعي وبكمية مركزة أكثر مما تحتويه المشروبات الممائلة الصناعية يعطي فائدة صحية لمن يتناوله.
وشرب كمية من شراب جوز الهند مهم حيث يقوم المغنيزيوم الموجود به بإزالة التعب العضلي وتسهيل عملية تقلص العضلات لأن هذا الشراب يوفر المغنيزيوم ويضعه تحت طلب الخلية العضلية لا سيما أنه في أثناء ممارسة الرياضات فإن جزءا من المغنيزيوم يطرحه الجسم عبر التعرق، لذلك فإن تأمين مورد غذائي يعدل الكمية المتناقصة باستمرار من المغنزيوم للشباب الرياضي.
وشرب ماء جوز الهند مهم لعمل الكلى والجهاز البولي ومهم لعمل الجهاز التنفسي أيضا.
و هو يحتوي على:
294 ملج بوتاسيوم على 100 ملم بينما تحتوي مشروبات الطاقة الصناعية على 9.11 ملج على 100 ملم.
25 ملج صوديوم على 100 ملم بينما يحتوي مشروب الطاقة الصناعي على 41 ملج على 100 ملم.
118 ملج كلوريد على 100 ملم بينما يحتوي مشروب الطاقة الصناعي على 39 ملج.
10 ملج على 100 ملم مغنيزيوم بينما يحتوي مشروب الطاقة الصناعي على 7 ملج على 100 ملم.
5 ملج على 100 ملم سكريات بينما يحتوي مشروب الطاقة الصناعي على 6 ملج على 100 ملم.
يؤدي خلل تركيبة المشروب الصناعي المعدنية إلى اضطراب في توزيع السوائل داخل الجسم وداخل الخلايا مؤديا بذلك إلى اضطراب في عمل الأعضاء على المدى الطويل وبالتالي إلى الإصابة بالأمراض ذات العلاقة بالمشروبات الصناعية.
وبالإضافة لاحتوائه على كمية قليلة من المغنيزيوم لا تعادل احتوائه على الكمية العالية من الصوديوم أي أنه إذا أراد الشخص تناول مشروب طاقة يفضل أن يختار الطبيعي منه أما إذا أراد تناول مشروب طاقة صناعي فيفضل أن يتناول الأدوية التي تناسب جسمه بوصفة الطبيب المختص، فمشروبات الطاقة الصناعية برأيي عبارة عن أدوية غير مدروسة تؤخذ أيضا بشكل عشوائي وبدون وصفة الطبيب مما يؤدي ذلك إلى خلل في عمليات تنظيم السوائل في الجسم وإلى خلل في عمل الأعضاء خصوصا الأعضاء الطارحة لمثل هذه الزيادة في الأملاح والمعادن لمعادلة نسبتها داخل الجسم.

#### القيمة الغذائية
| ماء جوز الهند القيمة الغذائية لكل 100 غرام |                           |
| الطاقة | 79كيلوجول (19 كيلو سعرات) |
| كيبوهيدرات | 3.71 غرام                 |
| سكريات | 2.61 غرام                 |
| الألياف الغذائية | 1.1 غرام                  |
| دهون | 0.20 غرام                 |
| المشبعة | 0.176غرام                 |
| احاديه اللاتشبع | 0.008 غرام                |
| عددية اللاتشبع | 0.002غرام                 |
| بروتين | 0.72غرام                  |
| التريبتوفان | 0.008غرام                 |
| الثريونين | 0.026غرام                 |
| ايزوليوسين | 0.028غرام                 |
| ليوسين | 0.053غرام                 |
| اللايسين | 0.032غرام                 |
| الميثيونين | 0.013غرام                 |
| السستين | 0.014غرام                 |
| فينيل الانين | 0.037غرام                 |
| التيروسين | 0.022غرام                 |
| فالين | 0.044غرام                 |
| الأرجينين | 0.118غرام                 |
| الحامض الأميني | 0.017غرام                 |
| الأنين | 0.037غرام                 |
| الأسبارتيك | 0.070غرام                 |
| حمض الجلوتاميك | 0.165غرام                 |
| جلايسين | 0.034غرام                 |
| برولين | 0.030غرام                 |
| السيرين | 0.037غرام                 |
| الفيتامينات |                           |
| ثيامين ب1 | (3%) 0.030 مل غرام        |
| ريبوفلافين | (5%) 0.057 مل غرام        |
| نياسين ب3 | (1%) 0.080 مل غرام        |
| حمض البانتوثين | (1%) 0.043مل غرام         |
| فيتامين ب6 | (2%) 0.032 مل غرام        |
| الفولات ب6 | (1%) 3مل غرام             |
| الكولين | (0%) 1.1مل غرام           |
| فيتامين سي | (3%) 2.4مل غرام           |
| المعادن \| الكاليسيوم \| (2%) 24 مل غرام \| \| نحاس \| (2%) 0.04مل غرام \| \| الحديد \| (2%) 0.29 مل غرام \| \| المغنيسيوم \| 7% 25 مل غرام \| \| المنغنيز \| 7% 0.142مل غرام \| \| الفوسفور \| 3% 20 مل غرام \| \| البوتاسيوم \| 5% 250 مل غرام \| \| السيليزوم \| 1% 1 مل غرام \| \| الزنك \| 1% 0.10مل غرام \| \| مكونات اخرى \| \| \| الماء \| 95 غرام \| |                           |
| الكاليسيوم | (2%) 24 مل غرام           |
| نحاس | (2%) 0.04مل غرام          |
| الحديد | (2%) 0.29 مل غرام         |
| المغنيسيوم | 7% 25 مل غرام             |
| المنغنيز | 7% 0.142مل غرام           |
| الفوسفور | 3% 20 مل غرام             |
| البوتاسيوم | 5% 250 مل غرام            |
| السيليزوم | 1% 1 مل غرام              |
| الزنك | 1% 0.10مل غرام            |
| مكونات اخرى |                           |
| الماء | 95 غرام                   |

| الوحدات · مل غرام Mg= ميكروغرام Ug= · الوحدات العالمية=IU النسب المئوية تقريبا باستخدام توصيات الولايات المتحدة للبالغين. |

يتوفر في الجوز الهند 19 سعره حرارية في مقدار 100 مل و95% من الماء و4% من الكيبوهيدرات. ومحتوى البروتين مع الدهن الإجمالي أقل من 1% للكل (الجدول). يحتوي ماء جوز الهند على مقدار صغير من الفيتامينات والمعادن الغذائيه وكليهم أقل من 10% من القيمة الغذائية (الجدول).

## التجارة
خلال أوائل القرنين الماضيين تم تسويق ماء جوز الهند كمشروب طاقة أو رياضي أحتوئها على مستوى أقل من الدهن والكيبوهيدرات والسعرات الحرارية ويحتوي على كهرباء كبيرة لكن، يحتوي على كهرباء اساسية سوديم وبوتاسيم والمغنيسيوم والكاليسيوم لكل 100مل، وخدمة مياه جوز الهند الغير مجهزة والضئيلة بنسبة (2-7 بالمئة) وتكون غير متوازنة. ومع ذلك، فإن المطالبات التسويقية التي تنسب الفوائد الصحية إلى مياه جوز الهند لاتستند إلى العلم ولا تسمح بها بعض الوكالات التنظمية.وفي الولايات المتحدة حذرت إدارة الغذاء والدواء المنتجين من ادعاءات تسويقية مظللة بأن ماء جوز الهند مضاد للفيروسات، ويمكن أن تخفض الكرليسترول أو تنظيم مستويات الجلوكوز بالدم، من بين اداعاءات كاذبة أخرى فهي غير مناسبة للمنتج. وقد واجهت الشركات دعاوى قضائية جماعية بسبب اداعاءات كاذبة بالأعلانات بأن المنتج كان فائق الترطيب والمغذيات المعبأه ومضخمة بالكهرباء. وزعم المدعون أيضا ان شركة واحدة وهي كوكو فيتا، ادعت زوراً ان منتجها يحتوي على 15 مرة من الألكتروليتات الموجودة في المشروبات الرياضية، وتحريف مستويات الصوديم والمغنيسيوم كما هو معلن. ونفت الشركة عن ارتكاب أي مخالفه واستقرت في الدعوى القضائيه ضد 10ملايين مليار في أبريل 2012.

## الاستخدامات الطبية
يتم استخدام ماء جوز الهند بشكل نادر في إعادة تذويب السوائل عبر الوريد عندما يكون المحلول الملحي غير متوفر. أن قصة مياه جوز الهند التي تشبه بلازما دم الإنسان نشأت خلال الحرب العالميه الثانية عندما تم إعطاء مرضى بريطانيين ويابانيين ماء جوز الهند عن طريق الوريد في حالات الطارئة لأن المياه المالحة كانت غير متوفرة. ومنذ ذلك الحين، تم استخدام تقنية إعادة التميؤ هذه فقط لحالات الطوارئ وهي قصيرة المدى في المناطق النائيه حيث لاتتوفر البلازما. على الرغم من ان استبدال ماء جوز الهند لمحلول ملحي من قبل الاطباء اليوم، وكانت ممارسة شائعة خلال نظام الخمر في كمبوديا من 1975 إلى 1979. وقد اشار مركز التوثيق في كمبوديا إلى الممارسة المتمثلة في السماح للممرضات الغير المدربات إدارة ماء جوز الهند الأخضر أثناء نظام الوعاء بصفته جريمة ضد الأنسان.

## الطب الشعبي
```
تم استخدام ماء جوز الهند في ممارسات 
الطب الشعبي
 لجاميكا لاستخدامات مثل علاج الأسهال.
```

## المخاطر
أحد العوامل المفترضة الناشئة عن الاستهلاك المفرط لماء جوز الهند هو وفره البوتاسيوم في الدم (هايبركاليما) بالإضافة إلى الفشل الكلوي الحاد وعدم انتظام ضربات القلب وفقدان الوعي ويؤدي إلى الموت في نهاية المطاف. بعد ان تم الإبلاغ عن استهلاك عدة لترات من ماء جوز الهند فقط كدراسة حاله سريرية بالاقتران مع استخدام فرد واحد لمنتج تجاري بعد المجهود البدني. تصف المصادر القصصية بأن ماء جوز الهند المستخدم في الهند لقتل كبار السن والمعروف باسم ثالكيثول. في هذا العرف، يتم جعل الشخص المسن يشرب كمية زائدة من ماء جوز الهند، يؤدي ذلك إلى الحمى والموت، ان لم يتم القضاء على الأسباب الدقيقة لها.